# Manitou (humoriste)
Pour les articles homonymes, voir Manitou (homonymie).
Amissou Moussavou Moussavou, dit Manitou, est un humoriste et comédien gabonais, vainqueur du prix RFI Talents du rire 2021,.

## Biographie
Manitou nait et grandit au Gabon. En 2021, il est âgé de 36 ans. Passionné par le football et la comédie, Manitou choisit finalement la scène contre l'avis de son père qui souhaite qu'il devienne footballeur professionnel. Il commence sa carrière à la radio avant se lancer sur la scène en 2016. Il se fait connaitre sur la scène internationale grâce à ses prestations lors de différents évènements à travers le continent et en France parmi lesquels le Marrakech du rire au Maroc,, Le Parlement du rire en Côte d’Ivoire, le Jamel comedy club en France, Festival Abidjan, capitale du rire, le Festival tuSeo au Congo en 2016, ainsi que le Stand-up Party au Cameroun. Sur la scène, il aborde dans ses sketchs différents thèmes avec un accent particulier sur l'amour et la religion.  
En juillet 2017, il est victime d'un terrible accident de la circulation.     
En septembre 2018, il lance le Gabon Mani Tour, une caravane nationale de promotion de l'humour à travers une série de spectacles avec plusieurs humoristes gabonais dans quelques villes du pays,. Il est le fondateur du label ManProd Family, un label à travers lequel il recrute et forme des jeunes humoristes et comédiens.    
Il est désigné lauréat 2021 du Prix RFI Talents  du rire le 9 décembre 2021 après avoir fait partie des nommés des quatre éditions précédentes. Il est primé le 11 décembre 2021, à l'occasion de la première édition des Awards du rire africain (ARA),. 